# Паньжа (село)
Паньжа — село в Ковылкинском районе Республики Мордовия Российской Федерации, входит в состав Мордовско-Вечкенинского сельского поселения.
Расположено на р. Паньже, в 13,7 км от районного центра и железнодорожной станции Ковылкино.

## Население
| 2002 | 2010 |
| ---- | ---- |
| 437  | ↘389 |

## История
Название гидронимического характера — населённый пункт находится на одноименной реке.
Владельческая деревня Паньжа (Панжа) была основана местными помещиками — темниковскими татарскими мурзами ранее 1641 г. у Ломовской оборонительной (засечной) черты. Населена русскими крестьянами. Расположена на обоих берегах р. Паньжи. Находилась на большой дороге Наровчат — Троицк. Первоначально учитывалась как два населённых пункта — владельческое Панжа и казённое — Усть-Паньжа (Усть-Панжа). Усть-Панжа основана в 1648 году русскими служилыми людьми — конными казаками нижнеломовского воеводы Фёдора Черкесова сына Сулеманова (Сулейманова) для охраны участка Ногайской дороги. В дальнейшем оба поселения слились в одно. Так возникла нынешняя П., часть которой с той поры оставалась владельческой (ул. Барская), а другая — казённой (ул. Казаки).
Упоминание о первом деревянном Покровском храме в П. относится к 1718 году. Во второй половине XVIII в. известны паньженские помещики Войниковы (Вайниковы, Ванниковы, Ваинниковы). В т.ч. - колежский асессор, наровчатский уездный предводитель дворянства Семен Федорович Войников. Жена - Авдотья Александровна, в девич. Лосева - представительница известного дворянского рода Лосевых, правнучка краснослободского воеводы Тимофея Петровича Лосева (1699).
В конце XVIII века в селе на средства паньженского помещика, секунд-майора Измайловского полка Сергея Андреевича Арапова (1765-1837) началось строительство каменной церкви. Храм во имя святителя и чудотворца Николая, архиепископа Мирликийского, холодный, каменный, с тёплым приделом (в трапезной) в память Покрова Пресвятыя Богородицы, был окончен строительством в 1804 г.
Никольская каменная церковь в П. в архитектурном отношении представляла собой образец провинциального классицизма с реминисценциями барокко. Закрытый в 1930-е годы храм в годы советской власти подвергся сильному разрушению. Его остатки долгое время сохранялись в руинированном состоянии. Экспертному обследованию руины не подвергались, на учёт как памятник архитектуры не ставились. Приход не был восстановлен по причине значительного уменьшения населения.
Перед самой отменой крепостного права, согласно «Сведениям о помещичьих имениях» 1860 г., владельческая часть села состояла из 26 крестьянских дворов со 130 душами мужского пола и принадлежала помещице Екатерине Лаврентьевне Колпашниковой.
Е. Л. Колпашникова (род.1814) происходила из старинного русского дворянского рода Слепцовых. В 1835 г. она вышла замуж за санкт-петербургского 1-й гильдии купца, коммерц-советника, потомственного почетного гражданина Степана Ивановича Колпашникова. Ее дочь Людмила Степановна (1836-1895) в первом браке за правнуком императрицы Екатерины II и Г.Г.Орлова, графом, тайным советником и гофмаршалом Павлом Павловичем Бобринским (1829-60, погиб на дуэли в Швейцарии), во втором браке - за сенатором, генералом от кавалерии, графом Генрихом Киприановичем Крейцем. В свою очередь дочь ее Людмила Павловна гр. Бобринская (1856-1911), фрейлина двора (1876) вышла замуж за генерала от инфантерии Дмитрия Сергеевича Бутурлина (1850-1920), двоюродного брата графини Анны Дмитриевны Строгановой (урожд. Бутурлиной), жены графа Павла Сергеевича Строганова, обер-шенка двора Е.И.В. Вторая дочь Елена Павловна гр. Бобринская (1857-1943), фрейлина двора Императрицы Марии Александровны (1881) была в 1-м браке (1881-1885) за баварским графом Альфредом Экбрехт фон Дюркгейм-Монмартен (1850-1912), адъютантом и последним истинным другом короля Баварии Людвига II, во 2-м (1891-1898) - за бароном, статским советником и камергером Михаилом Феликсовичем Мейендорф (1861-1941), владельцем Барвихи - нынешней резиденции Президента РФ, в 3-м (1900-1905) - за бароном Артуром Константиновичем фон Штаден (1874-?).
Колпашникова Е.Л. вела нескончаемую земельную тяжбу с местными казенными крестьянами-однодворцами, составлявшими большую часть жителей П., которая из-за судебной волокиты продлилась аж целых 16 лет (с 1840 по 1856 г.) и закончилась для крестьян наказанием плетьми и тюрьмой.
В 1859 году в П. произошел большой пожар, случившийся от неисправной печи. В результате сгорели 16 крестьянских хозяйств, большой хлебный амбар, конюшня с лошадьми, погреба, все подсобные строения в барской усадьбе, каретный сарай, запасной хлебный магазин (склад), каменные флигели, церковная караульня и ещё много других нежилых зданий. По предварительным подсчетам село потерпело убыток в размере 31 412 рублей серебром.
В «Списке населенных мест Пензенской губернии» (1869) П. — село казенное и владельческое из 121 двора Наровчатского уезда. 
В 1873 году в П. возникла первая школа грамоты, в дальнейшем она была реорганизована в двухклассную церковно-приходскую школу, а в 1894 году — в земское училище.
В конце XIX века паньженский помещик М. В. Колпашников занимался селекцией зерновых и овощных культур с целью повышения их урожайности. Его достижения в этой сфере в 1898 г. были отмечены малой золотой медалью на выставке в Пензе.
С конца XVIII и до 1925 г. П. была волостным центром Паньженской волости, в которую входило порядка 20 окрестных сел и деревень.
В XVII веке П. входила в состав Верхнемокшанского стана Темниковского уезда (1678). В 1780 П. в составе Троицкого, с 1782 – Наровчатского, с 1925 - Беднодемьяновского уезда. С 1928 г. — в составе Ковылкинского района Мордовского округа Средне-Волжской области. Население: в 1678 – 138, 1864 - 653, 1896 – 1000, 1919 – 1494, 1924 - 1481, 1928 – 1658 жит. 
После Октябрьского переворота 1917 г. в П. на волостном съезде комитетов бедноты 20 января 1918 г. был образован первый на территории современного Ковылкинского района орган новой Советской власти - волостной исполком Совета крестьянских и батрацких депутатов, а также создана первая на территории района ячейка ВКП(б). Председателем волисполкома был избран Т. А. Кирдяшкин (1888-1972), впоследствии - писатель, автор первого романа на мордовском-мокша яз. "Широкая Мокша" (1953) - автобиографического, историко-революционного, написанного в том числе и по событиям, связанным с установлением советской власти в Паньженской волости.
В годы Великой Отечественной войны 1941—1945 гг. труженики колхоза «Коммунар» из с. Паньжа стали инициаторами сбора средств на постройку эскадрильи самолётов «Красная Мордовия» для нужд фронта. Они первыми собрали и внесли полмиллиона рублей в фонд строительства эскадрильи. Руководитель колхоза В. А. Глазков был председателем комиссии по приему и вручению самолётов летчикам Красной Армии 13 февраля 1943 г.

## Известные уроженцы
- Войников (Вайников, Ванников, Ваинников) Павел Семенович (1769—посл.1826) — подполковник (1803), кавалер ордена Св.Иоанна Иерусалимского (1800), командир Рыльского мушкетерского полка (1802-1803), командир 4-го пешего полка Пензенского ополчения (1812-1813), участник заграничных походов Русской армии 1813-14 гг.[12].
- Каан Татьяна Ивановна (1896—1978) — советский педагог, заслуженный учитель школы РСФСР (1957), кавалер орденов Ленина и Знак Почета[13].
- Отяковский Виктор Иванович (1933—2001) — советский юрист, заслуженный юрист РСФСР (1980)[14].
- Скобцов Иван Михайлович (1900—1983) — выдающийся русский оперный певец, бас-баритон, солист Большого театра.
- Тезиков Григорий Ефимович — старший унтер-офицер 11-го Туркестанского стрелкового полка, участник Первой мировой войны, полный Георгиевский кавалер. ГК 1-й ст. № 10526; ГК 2-й ст. № 54611; ГК 3-й ст. № 90659 (28.09.1915); ГК 4-й ст. № ???[15].

## Достопримечательности
Рядом с селом расположены два известных средневековых археологических памятника древней мордвы XIII—XIV вв. — Паньжинское поселение (Полянки) и Паньжинский могильник. На кладбище с. Паньжа находится могила выдающегося представителя русской оперной школы, певца Ивана Скобцова.